# قلماب (مازو)
قلماب (بالفارسية: قلماب) هي قرية تقع في قسم مازو الريفي، بمقاطعة أنديمشك التابعة لمحافظة خوزستان، إيران. يقدر عدد سكانها بـ 55 نسمة حسب الإحصاء السكاني الذي تمّ في عام 2006.